# Tour Down Under
A Tour Down Under (Volta à Austrália) é uma competição de ciclismo disputada em torno do Sul da Austrália na cidade de Adelaide. A corrida atrai corredores de todo o mundo. Em 2005, o Tour Down Under foi promovido pela União Ciclística Internacional para o ranking mais alto fora da Europa. Em 2007, Mike Rann Premier e ministro do Turismo Jane Lomax Smith lançaram uma campanha para que o Tour Down Under conseguisse o estatuto de primeira corrida fora da Europa no ProTour da UCI. O estatuto ProTour garantiria a presença das melhores equipas de ciclismo do mundo. Em 2008, o Tour Down Under tornou-se o primeiro UCI ProTour na Austrália, e no ano seguinte, tornou-se o evento inaugural do calendário UCI Ranking Mundial.
Em setembro de 2008, Rann disse que Lance Armstrong faria um retorno na corrida de 2009. A participação de Armstrong viu o número de visitantes duplicar, e o impacto econômico mais do que duplicou (de 17,3 milhões dólares em 2008 para US $39 milhões em 2009) e também a cobertura da mídia aumentou cinco vezes. O Tour Down Under de 2010 foi nomeado melhor da Austrália e maior evento pelo segundo ano consecutivo no Prêmios Qantas Turismo. Armstrong participou em três eventos sucessivos do Tour Down Under, aposentando-se após 2011. O 2011 Tour Down Under teve um impacto econômico de US$ 43 milhões e multidões de mais de 782.000. Em 2013, atraiu mais de 760.400 pessoas em Adelaide e através de oito dias na regional da Austrália do Sul, incluindo 40.000 visitantes inter-estadual e visitantes internacionais que viajaram lá para o evento.

## História
Criada em 1999 na categoria 2.4, ao ano seguinte ascendeu à 2.3. Desde a criação dos Circuitos Continentais UCI em 2005, foi integrado no UCI Oceania Tour, dentro da categoria 2.HC (máxima categoria destes circuitos). Desde a temporada 2008 foi incluída no calendário do UCI ProTour, (actualmente UCI WorldTour) sendo a primeira prova não européia em fazer parte dele.

### Percurso
Sempre têm começado e finalizado em Adelaide com etapas meramente planas às que ao longo dos anos se foram introduzindo dificuldades.
Desde o ano 2002 incluiu-se uma etapa com algo de dificuldade montanhosa que acaba em Willunga, ao princípio com um passo, e posteriormente com dois, por um ponto pontuavél, cujo passo final estava situado a uns 20 km de meta e que desde do 2012 se converteu em final em alto. A partir de 2009 também se incluiu outra etapa rompe pernas com um circuito sinuoso ao redor de Stirling que costuma produzir pequenos cortes no grupo principal e ademais desde essa edição do 2012 se incluiu outra etapa de certa dificuldade montanhosa, reduzindo-se assim as possibilidades dos sprinters face à vitória final. Com essas modificações têm conseguido ganhar a corrida outro tipo de corredores mais completos como Michael Rogers, Mikel Astarloza, Luis León Sánchez, Simon Gerrans e Martin Elmiger entre outros.

## Vencedores
| Ano  | Vencedor          | Segundo            | Terceiro           |           |
| ---- | ----------------- | ------------------ | ------------------ | --------- |
| 1999 | Stuart O'Grady    | Jesper Skibby      | Magnus Bäckstedt   |           |
| 2000 | Gilles Maignan    | Stuart O'Grady     | Steffen Wesemann   |           |
| 2001 | Stuart O'Grady    | Kai Hundertmarck   | Fabio Sacchi       |           |
| 2002 | Michael Rogers    | Aleksandr Bocharov | Patrick Jonker     |           |
| 2003 | Mikel Astarloza   | Lennie Kristensen  | Stuart O'Grady     |           |
| 2004 | Patrick Jonker    | Robbie McEwen      | Baden Cooke        |           |
| 2005 | Luis León Sánchez | Allan Davis        | Stuart O'Grady     |           |
| 2006 | Simon Gerrans     | Luis León Sánchez  | Robbie McEwen      |           |
| 2007 | Martin Elmiger    | Karl Menzies       | Lars Bak           |           |
| 2008 | André Greipel     | Allan Davis        | José Joaquín Rojas |           |
| 2009 | Allan Davis       | Stuart O'Grady     | José Joaquín Rojas |           |
| 2010 | André Greipel     | Luis León Sánchez  | Greg Henderson     |           |
| 2011 | Cameron Meyer     | Matthew Goss       | Ben Swift          |           |
| 2012 | Simon Gerrans     | Alejandro Valverde | Tiago Machado      |           |
| 2013 | Tom Slagter       | Javier Moreno      | Geraint Thomas     |           |
| 2014 | Simon Gerrans     | Cadel Evans        | Diego Ulissi       |           |
| 2015 | Rohan Dennis      | Richie Porte       | Cadel Evans        |           |
| 2016 | Simon Gerrans     | Richie Porte       | Sergio Henao       |           |
| 2017 | Richie Porte      | Esteban Chaves     | Jay McCarthy       |           |
| 2018 | Daryl Impey       | Richie Porte       | Tom Slagter        |           |
| 2019 | Daryl Impey       | Richie Porte       | Wout Poels         |           |
| 2020 | Richie Porte      | Diego Ulissi       | Simon Geschke      |           |
| 2021 | cancelado         | cancelado          | cancelado          | cancelado |
| 2022 | cancelado         | cancelado          | cancelado          | cancelado |
| 2023 | Jay Vine          | Simon Yates        | Pello Bilbao       |           |
| 2024 | Stephen Williams  | Jhonatan Narváez   | Isaac Del Toro     |           |
| 2025 | Jhonatan Narváez  | Javier Romo        | Finn Fisher-Black  |           |

### Vitórias por país
| Vitórias | País                               |
| -------- | ---------------------------------- |
| 14       | Austrália                          |
| 2        | Alemanha · África do Sul · Espanha |
| 1        | França · Países Baixos · Suíça     |